# Маріке Лукас Ріневелд
Маріке Лукас Ріневелд (нід. Marieke Lucas Rijneveld; нар. 20 квітня 1991, м. Ньовендайк, Нідерланди) — голландська письменниця. Переможниця Міжнародної Букерівської премії-2020.